# Los Piojos
Pour les articles homonymes, voir Piojo.
Los Piojos est un groupe de rock argentin, originaire de Ciudad Jardín Lomas del Palomar, à Buenos Aires. Extrêmement populaire, il est le groupe phare des années 1990 en Argentine.

## Biographie
Les origines du groupe sont retracées à 1988 lorsqu'un groupe d'amis originaires de différentes villes souhaitait jouer de la musique. Ils s'essayent dans plusieurs pubs de Buenos Aires, comme la plupart des groupes de rock de cette période. En 1991, ils partent en Europe pour participer à un festival anti-raciste en France, où ils jouent avec des groupes venant du Mali, Burkina Faso, Cuba, et d'Espagne. 
Los Piojos fait ses débuts commerciaux en 1992 avec Chactuchac. Ay Ay Ay suit en 1994, et les deux sont bien accueillis par la presse spécialisée. Mais le groupe est en marge du courant Nuevo Rock Argentino populaire durant la première moitié des années 1990, alors Los Piojos n'atteint pas totalement le succès. 
Leur troisième album, Tercer Arco, entre dans l'explosion du rock en 1996 : cette année-là, seul La Renga publie l'album à succès Despedazado por mil partes, et Viejas Locas publie son premier album qui comprend le single Intoxicado, sans parler d'autres événements qui contribueront à la popularisation massive du rock auprès du grand public. À la seconde moitié de l'année, Los Piojos remplit les arènes et stades à petites capacités. Au début de l'année 1997, Tercer Arco est certifié double disque de platine. Le single El Farolito est diffus en rotation sur les ondes radio, et les clips de Maradó (qui concerne l'ancien joueur de football Diego Maradona) et pour Verano del 92 atteignent le top 10 sur MTV. À cet instant, Los Piojos confirme simplement sa puissance dans la scène rock argentine.
L'album qui suit, Azul, est considéré par la presse spécialisée comme le meilleur du groupe.

## Membres

### Derniers membres
- Andrés Ciro Martínez - chant, harmonica, guitare rythmique
- Juanchi Bisio - guitare solo
- Sebastián « Roger » Cardero - batterie
- Miguel Ángel « Micky » Rodríguez - basse, chœurs

### Membres de tournée
- Facundo « Changuíto » Farías Gómez - percussions
- Miguel « Chucky » De Ipola- claviers

### Anciens membres
- Gustavo Kupinski - guitare solo (†)
- Daniel « Piti » Fernández - guitare
- Daniel Buira - batterie

## Discographie

### Albums studio
- 1992 : Chactuchac
- 1994 : Ay Ay Ay
- 1996 : Tercer arco
- 1998 : Azul
- 2000 : Verde paisaje del Infierno
- 2003 : Máquina de sangre
- 2007 : Civilización

### Albums live
- 1999 : Ritual
- 2002 : Huracanes en Luna plateada

## Vidéographie
- 1994 : Babilonia
- 1996 : Maradó
- 1996 : Verano del '92
- 1998 : El balneario de los doctores crotos
- 1998 : Desde lejos no se ve
- 1999 : Ando ganas (en vivo)
- 1999 : Tan solo (en vivo)
- 2001 : Ruleta
- 2002 : Pensar en nada (avec Papp et León Gieco)
- 2003 : Genius
- 2003 : Como Alí
- 2004 : Sudestada
- 2004 : Amor de perros
- 2006 : Fantasma (en vivo)
- 2007 : Fantasmas peleándole al viento
- 2008 : Desde lejos no se ve